# (1230) Riceia
(1230) Riceia es el asteroide número 1230 situado en el cinturón principal. Fue descubierto por el astrónomo Karl Wilhelm Reinmuth  desde el observatorio de Heidelberg, el 9 de octubre de 1931. Su designación alternativa es 1931 TX1. Está nombrado en honor del astrónomo aficionado estadounidense Hugh Rice, quien fuera director del Museo Americano de Historia Natural.